# Louis Martel
Louis Joseph Martel (13. september 1813 i Saint-Omer, Pas-de-Calais—4. marts 1892 i Évreux, Eure) var en fransk politiker.
Han var først sagfører og senere dommer i sin fødeby, valgtes 1849 til Nationalforsamlingen og stemte her sammen med Højre, men protesterede 1851 imod statskuppet og genoptog derefter sin virksomhed som sagfører. 1863—70 var han medlem af den lovgivende forsamling og var med at grundlægge det mellemparti, som krævede politisk frihed under kejserdømmet. 1871 valgtes han til Nationalforsamlingen og hørte oprindelig til højre centrum (blev formand i benådningskommissionen og medlem af forfatningsudvalget), men gik senere over til Thiers' parti. Han var stadig en af næstformændene og gentagne gange republikanernes kandidat til formandsposten (imod Buffet). 1875 var han den anden valgte af de 75 livsvarige senatorer; blev december 1876—maj 1877 justitsminister under Jules Simon (dadlede skarpt de dommere, som efter statskuppet 1851 havde taget sæde i de blandede kommissioner) og var 1879—80 senatets formand.